# كورت أولريش
كورت أولريش (بالألمانية: Kurt Ulrich)‏ هو منتج أفلام ألماني، ولد في 28 يونيو 1905 في برلين في ألمانيا، وتوفي بنفس المكان في 11 سبتمبر 1967.

## وصلات خارجية
- كورت أولريش على موقع IMDb (الإنجليزية)
- كورت أولريش على موقع قاعدة بيانات الفيلم (الإنجليزية)